# Купа (геометрија)
Купа (или конус) је геометријско тело. Може се дефинисати као геометријско место тачака које чини све дужи између елипсе, која се налази у једној равни, и тачке, која се налази изван те равни. Ова елипса се још назива база купе, а тачка њено теме.
Права која пролази кроз теме и центар базе купе се назива њеном осом. Уколико је ова права и нормална на базу купе, купа се назива правом. У супротном се ради о косој купи.
Растојање између темена купе, и његове пројекције на раван базе купе се назива висином купе.
Свака дуж која спаја теме и неку од ивичних тачака базе се назива изводницом купе. Код праве купе све изводнице имају једнаку дужину док код косе купе постоје највише две изводнице са истом дужином.
Пример:
Одредити полупречник праве купе, ако висина купе износи 8 cm, а изводница 10 cm.
Решење:
Према Питагориној теореми за праву купу важи:
{\displaystyle s^{2}=r^{2}+h^{2}}
{\displaystyle r^{2}=s^{2}-h^{2}}
{\displaystyle r^{2}=10^{2}cm^{2}-8^{2}cm^{2}}
{\displaystyle r^{2}=100cm^{2}-64cm^{2}=36cm^{2}}
{\displaystyle r=6cm}

## Површина купе
Површина купе се увек рачуна као збир површина њеног омотача и њене базе. Омотач купе је скуп свих дужи које спајају теме купе са ивицом основице купе. У случају да је база круг, његова ивица би била кружница.

### Површина праве кружне купе
Размотавањем омотача праве купе се може установити да се ради о одсечку круга, који за полупречник има дужину s изводнице купе. Покривени угао се према пуном кругу (тј. 2π) односи као обим базе купе према обиму круга са полупречником s, што би дало следећи израз:
{\displaystyle P_{o}=s^{2}\pi \cdot {\frac {2\pi r}{2\pi s}}=s^{2}\pi \cdot {\frac {r}{s}}=rs\pi }
Исти резултат можемо добити и на сљедећи начин. 
Размотавањем омотача праве купе добија се исјечак круга полупречника s са централним углом θ. Када је централни угао у радијанима, површина и дужина лука кружног исјечка су 
{\displaystyle I={\frac {1}{2}}\theta s^{2},\ l=\theta s.}
Смотан у купу, лук исјечка постаје кружница обима 2rπ, па имамо 
{\displaystyle \theta s=2r\pi \ \Rightarrow \ \theta ={\frac {2r\pi }{s}},}
што уврштавањем у израз за површину кружног исјечка даје 
{\displaystyle I={\frac {1}{2}}\cdot {\frac {2r\pi }{s}}\cdot s^{2}=rs\pi =P_{o}.}
Површина базе је површина круга полупречника r, што износи  = r²π. Збир ове две вредности даје површину купе:
{\displaystyle P=P_{o}+P_{b}=rs\pi +r^{2}\pi =r\pi (s+r)}
Примјер 1. Одредити површину праве купе ако је површина њеног омотача {\displaystyle M=10\pi cm^{2}} , а дужина полупречника 3 cm.
Рјешење:
Површина праве купе је једнака збиру површине базе и површине омотача:
{\displaystyle P=B+M=r^{2}\pi +M=3^{2}cm^{2}+10\pi cm^{2}=19\pi cm^{2}}
Примјер 2. Висина праве купе је h. Наћи површину купе, ако је њен омотач у развијеном облику кружни исјечак са централним углом θ = 120°.
Рјешење: Дати централни угао изражен у радијанима је 
{\displaystyle \theta =120^{\circ }\cdot {\frac {\pi }{180^{\circ }}}={\frac {2\pi }{3}}.}
Дужина лука исјечка и обим базе купе су једнаки, тј. 
{\displaystyle \theta s=2r\pi \ \Rightarrow \ r={\frac {s}{3}}.}
Питагорина теорема даље даје 
{\displaystyle h^{2}=s^{2}-r^{2}}
{\displaystyle =s^{2}-\left({\frac {s}{3}}\right)^{2}}
{\displaystyle ={\frac {8}{9}}s^{2},}
те је 
{\displaystyle s^{2}={\frac {9}{8}}h^{2},\ r^{2}={\frac {1}{8}}h^{2}.}
Иначе, површина кружног исјечка полупречника s, овдје омотача (Po) купе, и површина базе (Pb) купе су 
{\displaystyle P_{o}={\frac {1}{2}}\theta s^{2},\ P_{b}=r^{2}\pi ,}
Па је површина купе у овом примеру:
{\displaystyle P=P_{o}+P_{b}}
{\displaystyle ={\frac {1}{2}}\cdot {\frac {2\pi }{3}}\cdot {\frac {9}{8}}h^{2}+{\frac {1}{8}}h^{2}\pi }
{\displaystyle ={\frac {\pi }{2}}h^{2}.}

## Запремина купе
Запремина купе се увек може представити као трећина производа површине њене базе са растојањем темена од равни у коме се налази база. Ово растојање се још зове и висина купе.
{\displaystyle V={\frac {1}{3}}P_{b}h}
Пример може бити кружна купа код које је ²π. Из претходног израза следи да је запремина ове купе:
{\displaystyle V={\frac {1}{3}}P_{b}h={\frac {1}{3}}r^{2}\pi h}
Запремина косе и праве елиптичне купе се разликује само у бази:
{\displaystyle V={\frac {1}{3}}P_{b}h={\frac {1}{3}}ab\pi h}
Примјер. Површина праве купе је P. Изводница је нагнута према равни основе под углом φ. Израчунати запремину купе.
Рјешење: Полупречник базе купе и висина купе изражени помоћу изводнице и угла нагиба су 
{\displaystyle r=s\cos \varphi ,\ h=s\sin \varphi .}
Површина и запремина купе, изражене на исти начин су 
{\displaystyle P=r(s+r)\pi =s^{2}\pi \cos \varphi (1+\cos \varphi ),}
{\displaystyle V={\frac {1}{3}}r^{2}\pi h={\frac {1}{3}}s^{3}\pi \cos ^{2}\varphi \sin \varphi .}
Из прве једнакости изразимо s и уврстимо у другу 
{\displaystyle V={\frac {1}{3}}\cdot {\frac {P{\sqrt {P}}}{\sqrt {\cos \varphi (1+\cos \varphi )}}}\cdot {\frac {\cos \varphi \sin \varphi }{1+\cos \varphi }}.}